# Gartenhaus Nuellens

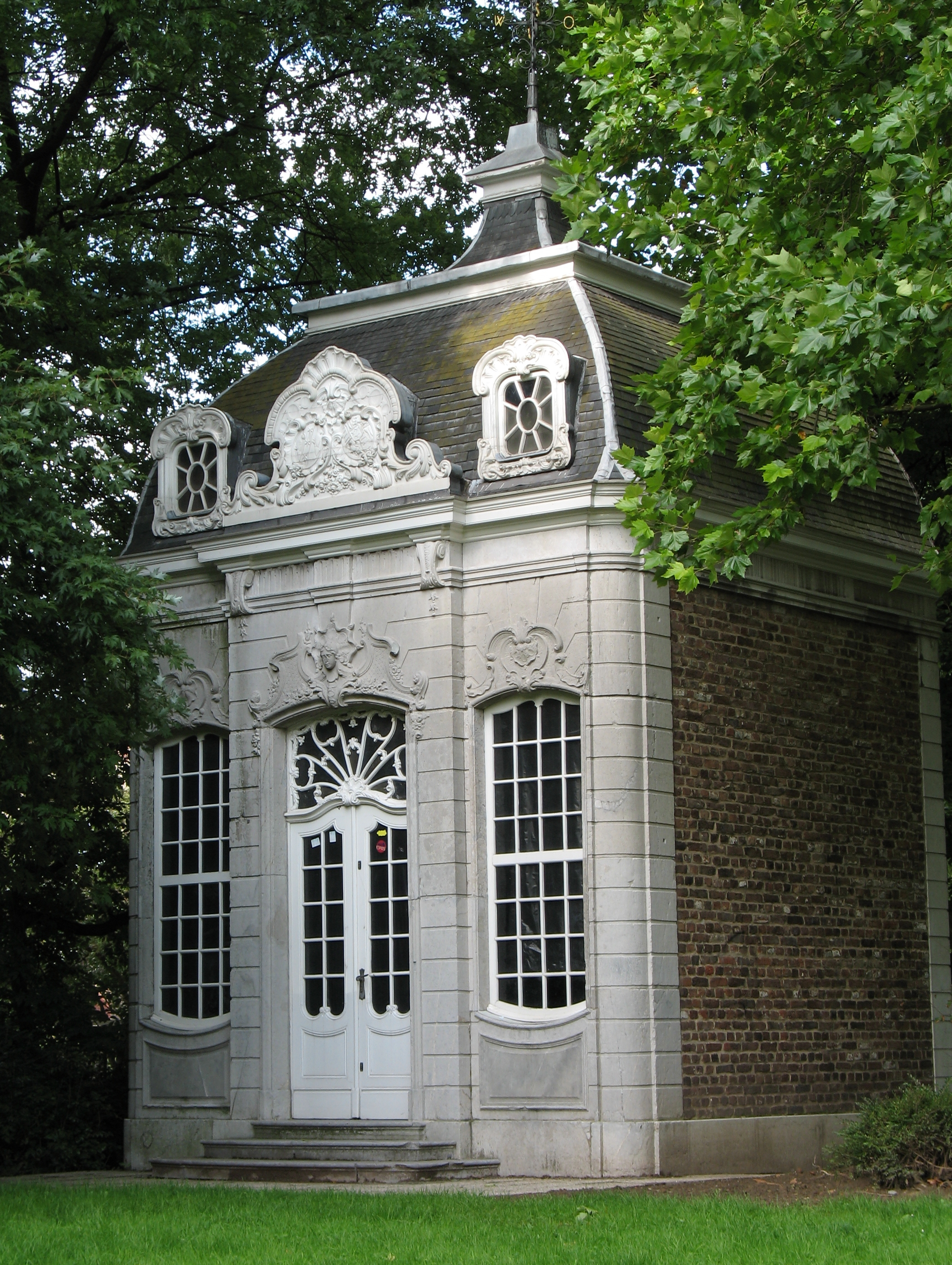
Nuellens-Pavillon im Kurpark Burtscheid

Das Gartenhaus Nuellens, auch als Nuellens-Pavillon bezeichnet, ist ein barocker Gartenpavillon des Aachener Baumeisters Johann Joseph Couven aus dem Jahre 1740. Es befindet sich heute am Rande des Burtscheider Kurparks und steht unter Denkmalschutz.

## Baugeschichte
Der Bau des Gartenhauses für den Garten seiner Stadtvilla am damaligen Fockengraben, dem heutigen Friedrich-Wilhelm-Platz Nr. 6, die der Kupfermeister, Weinhändler und mehrfache Aachener Reichsbürgermeister Gerlach Maw (1622–1681) im 17. Jahrhundert für repräsentative Zwecke erbauen ließ, wurde von dem Aachener Tuchmacher und neuen Besitzer des Hauses Johann Heupgen in Auftrag gegeben. Fast 100 Jahre später, um 1840, wurde das Wohnhaus durch den neuen Besitzer Laurenz Nuellens unter Beibehaltung der Gartenanlage zum Stadthotel umgebaut, welches nun den Namen „Hotel Nuellens“ führte. Es wurde zu einem der führenden Hotels in Aachen und hier übernachteten unter anderem Hans Christian Andersen, Franz Liszt und Wilkie Collins. Am seitlichen Ende des Hinterflügels stieß nun optisch angelehnt der verbliebene Gartenpavillon an, welcher mit der langgestreckten Gartenterrasse einen seitlichen Abschluss bildete.
Nach der Schließung des Hotels im Jahr 1927 wurde der Nuellens-Pavillon durch seinen letzten Besitzer, der Familie Dremel, der Stadt Aachen geschenkt, die diesen zum Haus Fey am Aachener Seilgraben Nr. 34 translozierte, welches die Stadt zwei Jahre zuvor von dem verarmten Besitzer Ignaz Fey übernommen hatte. Hinzu kam, dass durch den Ausbau der hinter dem Haus Fey gelegenen Rochusstraße ein Großteil des rückwärtigen Gartens und damit auch das zuvor dort vorhandene größere Gartenhaus verloren gegangen waren. Des Weiteren war der amtierende Aachener Museumsdirektor Felix Kuetgens zu jener Zeit damit beschäftigt, im Haus Fey das erste Aachener Couven-Museum einzurichten, wozu das Gartenhaus als Couven-Bauwerk eine ideale Ergänzung darstellte.
Durch mehrere Bombenangriffe im Zweiten Weltkrieg wurde das Haus Fey stark zerstört. Dennoch konnten viele Bauteile gerettet werden, unter anderem das Gartenhaus, das zunächst in einem städtischen Depot konserviert wurde. Im Rahmen einer grundlegenden Neukonzeption der gesamten Burtscheider Kuranlagen im Jahr 1961 wurde auf Veranlassung des Aachener Stadtkonservators Hans Königs das Gartenhaus Nuellens in die Planung mit einbezogen und schließlich an seinem heutigen Standort am Rande des Kurparks in direkter Nachbarschaft zur Reha-Klinik „An der Rosenquelle“ wieder aufgebaut. Die dazugehörige Treppenanlage aus dem Garten von Haus Fey befindet sich aber nach wie vor im heutigen Garten des Grundstücks Seilgraben 34.

## Baubeschreibung

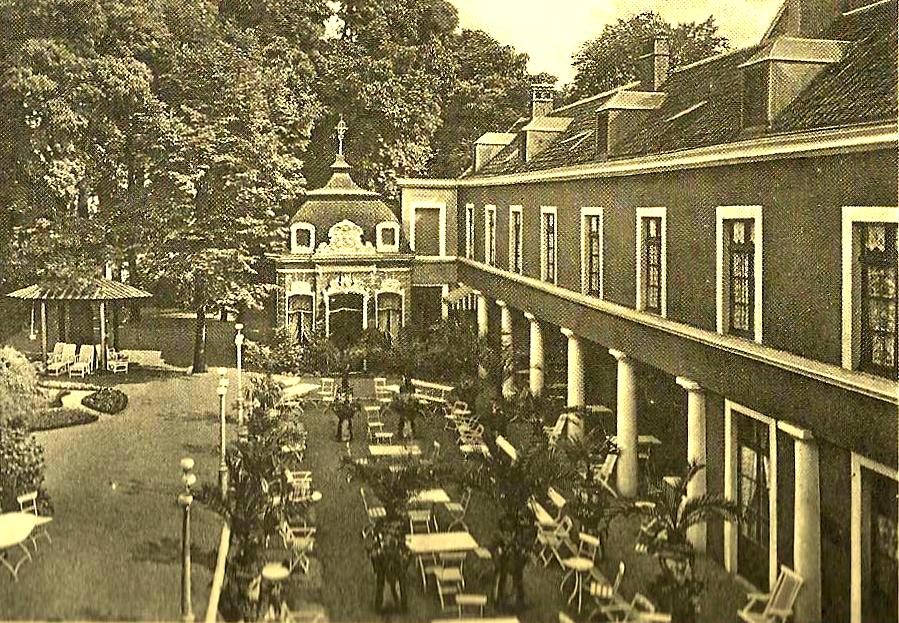
Nuellens-Pavillon zwischen 1840 und 1927 im Garten des Hotel Nuellens

Das rechteckige Gartenhaus ist bis auf die Vorderseite vollständig mit Ziegelsteinen zugemauert. Die vier abgerundeten Eckkanten des Gebäudes sowie die gesamte Frontseite sind mit hellem Blausteindekor bestückt. Die dreiachsige Vorderseite wird mittig von einer risalitartigen Achse mit der Eingangstür bestimmt, die an beiden Seiten von je einem Sprossenfenster in historischen Formen flankiert wird. Auch das Glas der beiden Türflügel sowie das durchgehende Kämpferfenster bestehen aus fein geschwungenem Sprossenwerk, was auch der Couvenzeit entspricht. Dagegen sind auf Bildern des Pavillons im Garten des Hotel Nuellens nur einfache Fenster mit durchgehendem Oberlicht, offensichtlich aus der Zeit des Umbaus um 1840, zu erkennen.
Das Gartenhaus ist nach oben abgeschlossen mit einem mehrfach abgestuften Walmdach, in dem auf der Frontseite über der Eingangsachse eine reich verzierte Kartusche mit den Wappen der Familie Heupgen und seiner Frau, eine geborene von Meven, und in den beiden Achsen der seitlichen Fenster je eine Flachdachgaube mit Sprossenfenster eingelassen sind. Dachsims und Giebelaufsatz sind holzgeschnitzt. Die Wetterfahne mit der Jahreszahl 1750 muss später hinzugefügt worden sein, da laut Bauunterlagen das Gartenhaus bereits 1740 erbaut worden war.